# Massimo Vanni
Massimo Vanni (* 8. Juli 1946 in Rom) ist ein italienischer Schauspieler.

## Leben
Vanni, der Cousin des Regisseurs Enzo G. Castellari, begann seine Karriere mit dessen Hilfe und in einem seiner Filme wie in fast allen seiner nachfolgenden. Als Stuntman wirkte er auch in meist kleineren Rollen in vielen Actionfilmen und anderer Genreware mit. Bruno Corbucci besetzte ihn in der langjährigen Serie um den unkonventionellen Polizisten „Monezza“ – im deutschsprachigen Raum als „Superbulle“ vermarktet – als dessen bodenständigen Kollegen.
Oftmals wurde Vanni auch als Waffenmeister engagiert.
Etliche seiner Filme drehte er unter verschiedenen Pseudonymen wie Alex McBride und Patrick O’Neil.

## Filmografie (Auswahl)
- 1970: Django und Sabata – wie blutige Geier (C’è Sartana… vendi la pistola e comprati la bara!)
- 1973: Tote Zeugen singen nicht (La polizia incrimina la legge assolve)
- 1974: Der Filou (Peccato veniale)
- 1974: Ein Mann schlägt zurück (Il cittadino si ribella)
- 1975: Wir sind die Stärksten (Noi non siamo angeli)
- 1975: Foltergarten der Sinnlichkeit (Emanuelle e Françoise (Le sorelline))
- 1975: Zwiebel-Jack räumt auf (Cipolla Colt)
- 1976: Cop Hunter (Italia a mano armata)
- 1976: Keoma – Das Lied des Todes (Keoma)
- 1976: Racket (Il grande racket)
- 1977: Dealer Connection – Die Straße des Heroins (La via della droga)
- 1977: Die Gangster-Akademie (La banda del trucido)
- 1978: Ein Haufen verwegener Hunde (Quel maledetto treno blindato)
- 1980: Tag der Kobra (Il giorno del Cobra)
- 1981: The Last Jaws – Der weiße Killer (L’ultimo squalo)
- 1982: The Riffs – Die Gewalt sind wir (I guerrieri del Bronx)
- 1983: Metropolis 2000 (I nuovi barbari)
- 1983: The Riffs II – Flucht aus der Bronx (Fuga dal Bronx)
- 1988: Zombie III (Zombi 3)
- 1988: Heroin Force (Trappola diabolica)
- 1989: Das Böse ist wieder da (After Death (Oltre la morte))
- 1997: Kidnapping – Ein Vater schlägt zurück (Kidnapping – La sfida)
- 2002: Gangs of New York